# 克里斯蒂娜·伯厄·延森
克里斯蒂娜·伯厄·延森（挪威語：Christine Bøe Jensen，1975年6月3日—），挪威女子足球运动员，场上位置是中场。她曾代表挪威国家队参加2000年夏季奥林匹克运动会足球比赛，获得一枚金牌。